# Жиліна (хокейний клуб)
Хокейний клуб МСХК Жиліна (англ. MsHK Žilina) — професіональний хокейний клуб з міста Жиліна, Словаччина. Заснований 1932 року. Виступає в Словацькій Екстралізі. Найбільші досягнення були за часів Чехословаччини, коли команда в 70-их роках 20 століття була найкращим колективом Словацької національної хокейної ліги (перемагаючи в ній в 3 сезонах).